# Kirkjubøargarður
Kirkjubøargarður es una casa de madera del siglo XI en Kirkjubøur, en las Islas Feroe. Con cerca de mil años de existencia, es la construcción de madera aún habitada más antigua de Europa, y una de las más antiguas del mundo.

## Historia
Esta antigua granja de Kirkjubøur data del siglo XI. Fue la residencia episcopal y el seminario de la diócesis de las Islas Feroe alrededor del año 1100. La tradición cuenta que la madera de las casas venía flotando desde Noruega ya enumerada y agrupada, lista para ser montada. Hay que tener en cuenta que no hay bosques en las Feroe, a excepción de uno que hay en el norte de Tórshavn, por tanto la madera es un material muy valioso.
Aunque en la actualidad la granja es un museo, todavía la habita la decimoséptima generación de la familia Patursson, que la ocupa desde 1550. Poco después de que llegara la Reforma protestante a las Islas Feroe en 1538, todos los bienes inmuebles de la Iglesia católica fueron requisados por el rey de Dinamarca, lo que representaba aproximadamente la mitad de la tierra del archipiélago. A estos bienes se les llamó kongsjørð, la «tierra del rey». La mayor finca de estas tierras era la granja de Kirkjubøur que había aumentado su tamaño gracias a ser la residencia episcopal. A día de hoy, estas propiedades reales, entre las que se encuentra la finca de Kirkjubøargarður, las gestiona el gobierno feroés, y los Paturssons son arrendatarios de generación en generación. Siempre es el hijo mayor que se convierte en el arrendatario, ya que a diferencia de la tierra de propiedad privada, la tierra del rey nunca se puede dividir entre los descendientes.

## Estructura

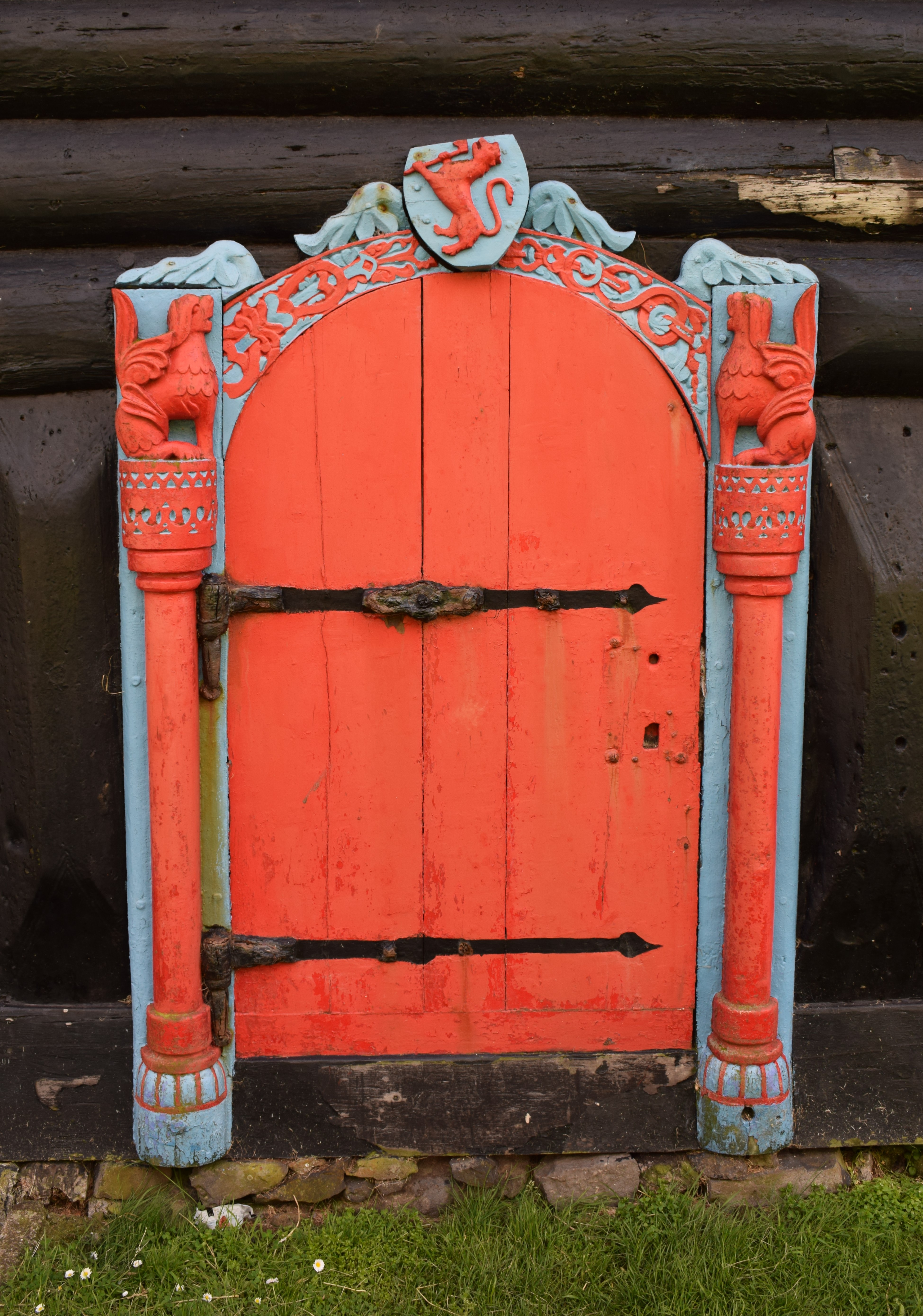
La puerta a la sala roykstovan, destruida en 1833 y replicada en 1907 por Jóannes Patursson, con el escudo del león noruego, indicando que las islas fueron colonia de dicho país.

El edificio está construido siguiendo el estilo tradicional feroés, ya que el material empleado es la madera (de aspecto oscuro) y el tejado está recubierto de césped. El espacio está estructurado en varias habitaciones. La más antigua es una habitación llamada roykstova («sala de humo»). Seguramente este espacio fue trasladado de sitio en algún momento del pasado, porque su base no se ajusta al terreno donde se asienta. Otra antigua habitación es la llamada loftstovan (habitación tipo loft), donde se supone que el obispo Erlendur escribió el códice Seyðabrævið en 1298 , el documento más antiguo conocido de las Islas Feroe; hoy este espacio es la biblioteca de la casa. Por su parte, la habitación llamada stórastovan («gran sala») es de una fecha muy posterior, ya que se construyó en 1772.
La granja tiene ovejas, ganado y algunos caballos. Es posible tomar un café y comprar carne fresca directamente en el ganadero. En la temporada de invierno también se pueden encontrar animales de caza, como liebres. Los grupos pueden alquilar la sala roykstovan para fiestas con servicio de restaurante con cocina original feroesa.